# Едуард Ліхновски
Едуард Марія Ліхновски (нім. Eduard Maria von Lichnowsky, 19 вересня 1789 — 1 січня 1845) — князь, австрійський аристократ XVIII—XIX сторіччя з роду Ліхновски, син князя Карла Ліхновски та графині Крістіани Тун-Гогенштайн, автор незавершеного наукового дослідження «Історія дому Габсбургів». Письменник та перекладач.

## Біографія
Едуард народився 19 вересня 1789 року у Відні. Він був єдиною дитиною в родині князя Карла Ліхновски та його першої дружини Крістіани Тун-Гогенштайн.
Батько полюбляв музику, покровительствував Моцарту та Бетховену.
Едуард здобув освіту в Геттінгенському та Лейпцизькому університетах.
У віці 23 років одружився із графинею Елеонорою Зічі. Весілля відбулося 24 травня 1813, на 18-й день народження нареченої. У подружжя народилося семеро дітей. Наступного року після весілля помер його батько, і Едуард перебрав на себе володіння землями та титул князя. У господарстві він увів нові методи вівчарства.
Писав наукові статті та белетристику. Від 1817 року видавав серію «Пам'ятники архітектури й образотворчого мистецтва середніх віків в Австрійській імперії». Останнім став четвертий том, виданий у 1824 році. Переклав том робіт Фелісіте Ламенне. У 1821 році опублікував у Вроцлаві трагедію «Родеріх».
Основною працею князя Ліхновського стала «Історія дому Габсбургів», що залишилася незавершеною. Між 1836 та 1844 вийшли вісім томів дослідження, що охоплювали період з 1218 до 1493 років.
Після 1842 року здоров'я Едуарда ставало все гіршим, і він провів деякий час у Римі, перш ніж переїхав до Мюнхена. У 1844 році лікувався на курорті Бад-Гаштайн.. Помер у Мюнхені 1 січня 1845 року.

## Родина
Дружина —  Елеонора Зічі
Діти:
- Фелікс (1814—1848) — князь Ліхновський, німецький політик, одруженим не був, дітей не мав;
- Марія Адельгейда (1815—?) — дружина графа Ласло Радваньї;
- Леокадія (1816—1873) — дружина Адольфа Віче де Лоос і Хедервар;
- Антонія (1818—1870) — дружина 5-го князя Кевенхюллер Ріхарда, мала шестеро дітей;
- Карл (1819—1901) — князь Ліхновський, був одруженим із принцесою Марією Круа, мав троє дітей;
- Роберт (1822—1879);
- Оттеніо (1826—1887).